# Psectra minima
Psectra minima är en insektsart som först beskrevs av Banks 1920.  Psectra minima ingår i släktet Psectra och familjen florsländor. Inga underarter finns listade i Catalogue of Life.